# Dansen kring guldkalven
Dansen kring guldkalven är en psalm vars text är skriven av Holger Lissner och översatt till svenska av Ylva Eggehorn. Musiken till psalmen 836 a är skriven av Michael Bojesen och psalm 836 b av Fredrik Sixten i Psalmer i 2000-talet.

## Publicerad som
- Nr 836 a i Psalmer i 2000-talet under rubriken "Människosyn, människan i Guds hand".
- Nr 836 b i Psalmer i 2000-talet under rubriken "Människosyn, människan i Guds hand".